# العلاقات الأوغندية الكولومبية
العلاقات الأوغندية الكولومبية هي العلاقات الثنائية التي تجمع بين أوغندا وكولومبيا.

## مقارنة بين البلدين
هذه مقارنة عامة ومرجعية للدولتين:
| وجه المقارنة                                              | أوغندا                        | كولومبيا        |
| --------------------------------------------------------- | ----------------------------- | --------------- |
| المساحة (كم2)                                             | 241.04 ألف                    | 1.14 مليون      |
| عدد السكان (نسمة)                                         | 42.86 مليون                   | 49.07 مليون     |
| الكثافة السكانية (ن./كم²)                                 | 177.81                        | 43.04           |
| العاصمة                                                   | كامبالا                       | بوغوتا          |
| اللغة الرسمية                                             | لغة إنجليزية، اللغة السواحلية | اللغة الإسبانية |
| العملة                                                    | شيلينغ أوغندي                 | بيزو كولومبي    |
| الناتج المحلي الإجمالي (بليون دولار)                      | 25.89 مليار                   | 309.19 مليار    |
| الناتج المحلي الإجمالي (تعادل القوة الشرائية) بليون دولار | 72.25 مليار                   | 724.96 مليار    |
| الناتج المحلي الإجمالي الاسمي للفرد دولار أمريكي          | 705                           | 7.60 ألف        |
| الناتج المحلي الإجمالي للفرد دولار أمريكي                 | 1.77 ألف                      | 13.36 ألف       |
| مؤشر التنمية البشرية                                      | 0.483                         | 0.720           |
| رمز المكالمات الدولي                                      | +256                          | +57             |
| رمز الإنترنت                                              | .ug                           | .co             |
| المنطقة الزمنية                                           | ت ع م+03:00                   | 00              |

## منظمات دولية مشتركة
يشترك البلدان في عضوية مجموعة من المنظمات الدولية، منها:
| علم المنظمة | اسم المنظمة                               | تاريخ انضمام أوغندا | تاريخ انضمام كولومبيا |
| ----------- | ----------------------------------------- | ------------------- | --------------------- |
|             | مؤسسة التنمية الدولية                     | 27 سبتمبر 1963      | 16 يونيو 1961         |
|             | يونسكو                                    | 9 نوفمبر 1962       | 31 أكتوبر 1947        |
|             | وكالة ضمان الاستثمار متعدد الأطراف        | 10 يونيو 1992       | 30 نوفمبر 1995        |
|             | الأمم المتحدة                             | 25 أكتوبر 1962      | 5 نوفمبر 1945         |
|             | الفريق المعني برصد الأرض                  | ?                   | ?                     |
|             | الاتحاد البريدي العالمي                   | ?                   | ?                     |
|             | البنك الدولي للإنشاء والتعمير             | 27 سبتمبر 1963      | 24 ديسمبر 1946        |
|             | الاتحاد الدولي للاتصالات                  | 8 مارس 1963         | 25 أغسطس 1914         |
|             | منظمة حظر الأسلحة الكيميائية              | ?                   | ?                     |
|             | مؤسسة التمويل الدولية                     | 27 سبتمبر 1963      | 20 يوليو 1956         |
|             | المركز الدولي لتسوية المنازعات الاستشارية | 14 أكتوبر 1966      | 14 أغسطس 1997         |
|             | منظمة التجارة العالمية                    | ?                   | ?                     |
|             | منظمة الشرطة الجنائية الدولية             | ?                   | ?                     |

## وصلات خارجية
- موقع وزارة الخارجية الأوغندية